# Brhlík lesní
Brhlík lesní (Sitta europaea) je malý druh pěvce z čeledi brhlíkovitých (Sittidae).

## Popis
Brhlík lesní je velký přibližně jako vrabec, dorůstá délky 13–14,5 cm, v rozpětí křídel měří 23–27 cm a váží kolem 23 g. Má zavalité tělo, krátké končetiny, krátký ocas a krk, velkou hlavu a šídlovitý zobák. Vrch hlavy a těla je šedomodrý, letky jsou tmavé. Černý pruh, který se táhne od kořene zobáku přes oko až k týlu, bývá u samic poněkud užší. Líce a hrdlo jsou bělavé, spodina žlutooranžová (u severo- a východoevropských populací bílá), boky a spodní krovky ocasní narudlé, u samce velmi tmavé, oči černé a končetiny žlutooranžové.
Létá rychle a obratně v plochých vlnkách. Vábí hlasitými hvizdy i jemnějším sýkořím „sit sit“. Zpěv je trylkovitý, v základě zní jako „kvikvikvi…“. Varovný hlas je hlasité, rychlé „ťuiťuiťui“.

## Rozšíření
Brhlík lesní je rozšířen na rozsáhlém území Eurasie a v severozápadní Africe (má tudíž tzv. palearktické rozšíření). Je stálý. Tvoří řadu poddruhů, z nichž v Česku žije brhlík lesní středoevropský (Sitta europaea caesia).
Zdržuje se převážně v listnatých a smíšených lesích se starými stromy, běžný je však také v zahradách a městských parcích. Nejhojněji se vyskytuje v nížinách, ve vyšších nadmořských výškách je již vzácnější. V Česku hnízdí v počtu 600 000–1 200 000 párů po 1400 m n. m. V poslední době jeho početnost na českém území mírně stoupá.
| Latinský název Sitta europaea ssp. | autor                   | Český název                       | Domovina | Obrázek                           |
| ---------------------------------- | ----------------------- | --------------------------------- | --- | --------------------------------- |
| Skupina caesia                     |                         |                                   | |                                   |
| S. e. caesia                       | Wolf, 1810              | brhlík lesní středoevropský       | od Pyrenejí západní a střední Evropa, ze severu od Dánska a západního Polska přes západ Balkánu po Řecko                   |                                   |
| S. e. caucasica                    | Reichenow, 1901         | brhlík lesní kavkazský            | severovýchodní Turecko, jihozápadní Rusko, Gruzie, Arménie a Ázerbájdžán                                                   |                                   |
| S. e. cisalpina                    | Sachtleben, 1919        | brhlík lesní italský              | nejjižnější Švýcarsko, Itálie včetně Sicílie, jižní Chorvatsko a jihozápadní Černá Hora                                    |                                   |
| S. e. hispaniensis                 | Witherby, 1913          | brhlík lesní španělský            | střední a jižní Španělsko, Portugalsko a severní Maroko                                                                    |                                   |
| S. e. levantina                    | Hartert, 1905           |                                   | jižní Turecko |                                   |
| S. e. persica                      | Witherby, 1903          |                                   | jihovýchodní Turecko, severní Irák a západní Írán                                                                          |                                   |
| S. e. rubiginosa                   | Tschusi & Zarudny, 1905 |                                   | jižní Kavkaz a severní Írán                                                                                                |                                   |
| Skupina europaea                   |                         |                                   | |                                   |
| S. e. europaea                     | Linnaeus, 1758          | brhlík lesní severoevropský       | jižní Skandinávie a Baltské ostrovy, západní Rusko, východní Polsko, Ukrajina, Rumunsko a Bulharsko, severozápadní Turecko |                                   |
| S. e. albifrons                    | Taczanowski, 1882       |                                   | severovýchodní Sibiř a severní Kurilské ostrovy                                                                            |                                   |
| S. e. amurensis                    | Swinhoe, 1871           |                                   | Poamuří, Přímořský kraj, severovýchodní Čína a Korea                                                                       |                                   |
| S. e. asiatica                     | Gould, 1837             | brhlík lesní sibiřský             | střední Rusko na západ k jezeru Bajkal, sever Kazachstánu a západní Mongolsko                                              |                                   |
| S. e. baicalensis                  | Taczanowski, 1882       |                                   | Sibiř východně od jezera Bajkal, střední Mongolsko a severovýchod Číny                                                     |                                   |
| S. e. bedfordi                     | Ogilvie-Grant, 1909     |                                   | ostrov Čedžu, jižní Korea                                                                                                  |                                   |
| S. e. clara                        | Stejneger, 1887         |                                   | jižní Kurily a Hokkaidó |                                   |
| S. e. hondoensis                   | Buturlin, 1916          |                                   | Honšú, Šikoku a severní Kjúšú                                                                                              |                                   |
| S. e. roseilia                     | Bonaparte, 1850         |                                   | Jižní Kjúšú |                                   |
| S. e. sachalinensis                | Buturlin, 1916          |                                   | ostrov Sachalin |                                   |
| S. e. seorsa                       | Portenko, 1955          |                                   | severozápadní Čína |                                   |
| S. e. takatsukasai                 | Momiyama, 1931          |                                   | střední Kurily |                                   |
| (S. e. arctica) syn. Sitta arctica | Buturlin, 1907          | brhlík sibiřský – samostatný druh | brhlík sibiřský – samostatný druh                                                                                          | brhlík sibiřský – samostatný druh |
| Skupina sinensis                   |                         |                                   | |                                   |
| S. e. sinensis                     | Verreaux, 1870          |                                   | jižní a východní Čína |                                   |
| S. e. formosana                    | Buturlin, 1911          |                                   | Tchaj-wan |                                   |
| nezařazené                         |                         |                                   | |                                   |
| S. e. atlas                        | Lynes, 1919             |                                   | Maroko |                                   |

## Ekologie

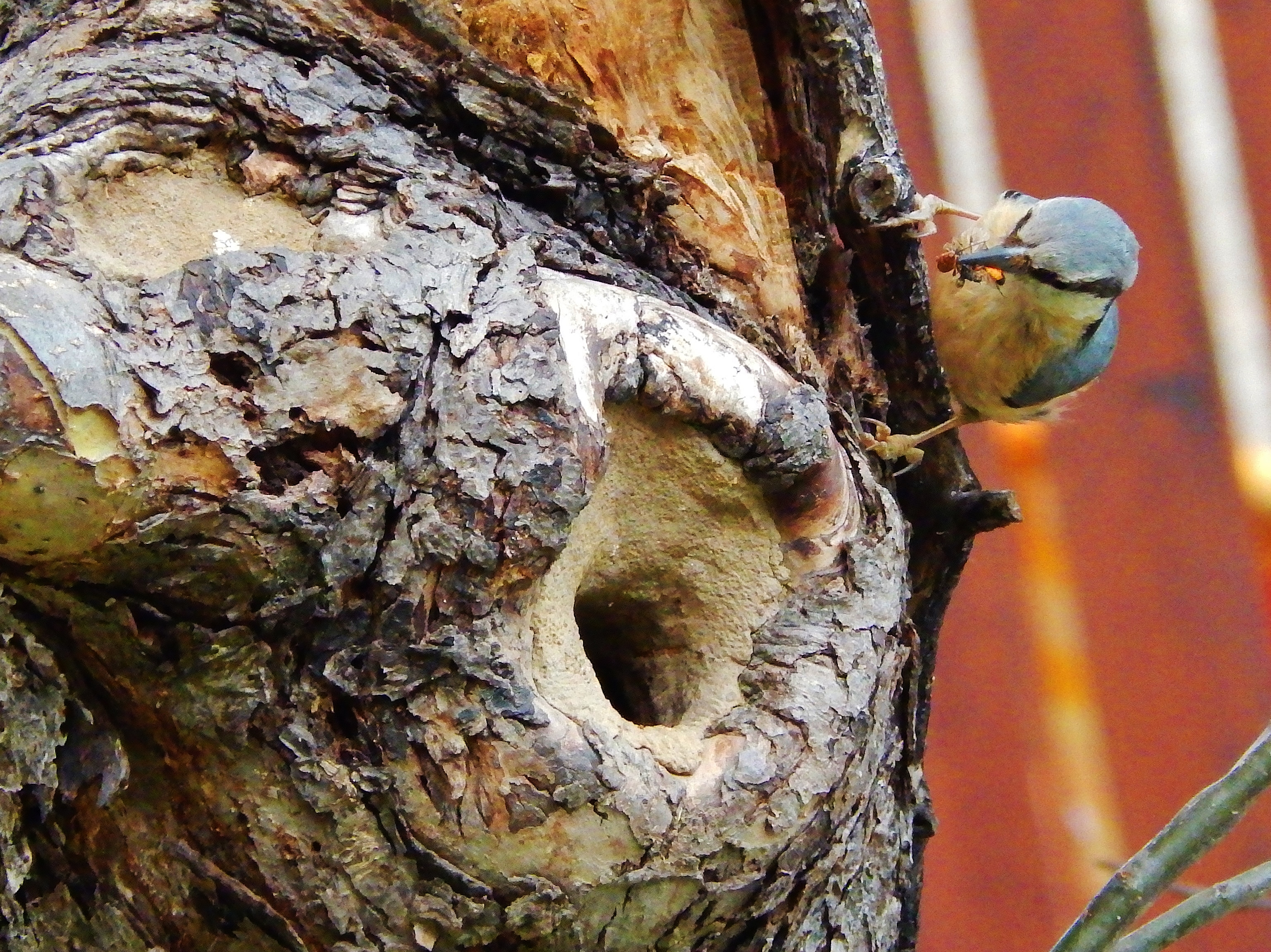
Brhlík lesní u hnízdní dutiny, jejíž vletový otvor zmenšil částečným zazděním hlínou smíchanou se slinami

Jedná se o teritoriální druh, který se každoročně vrací na stejná hnízdiště. Dobře šplhá po stromech, jako jediný evropský pěvec i hlavou dolů.
Potravu, kterou tvoří zejména drobný hmyz, vyhledává ve škvírách v kůře nebo těsně pod ní. V zimě se živí hlavně semeny; často navštěvuje krmítka spolu se sýkorami. Celoročně si aktivně dělá zásoby, které pak postupně vyhledává. Šikovně si poradí s oříšky: zasune je do škvíry v kůře a zobáčkem vyklove otvor k jádru.
Hnízdí jednou ročně od března do června v dutinách stromů, nejčastěji vydlabaných některým datlovitým ptákem, zvláště pak ve starých dubech. Nepohrdne ani budkou. Pokud je vletový otvor příliš velký, zazdí ho částečně hlínou smíchanou se slinami, aby dovnitř nemohl žádný větší druh. Dutinu vystýlá převážně kousky borové, modřínové nebo dubové kůry. Ve snůšce bývá 5–9 bílých, hnědě skvrnitých, 19,6 × 14,7 mm velkých vajec, na kterých sedí samotná samice 14–17 dní. Mláďata hnízdo opouštějí po 22–25 dnech.